# Os Paralamas do Sucesso

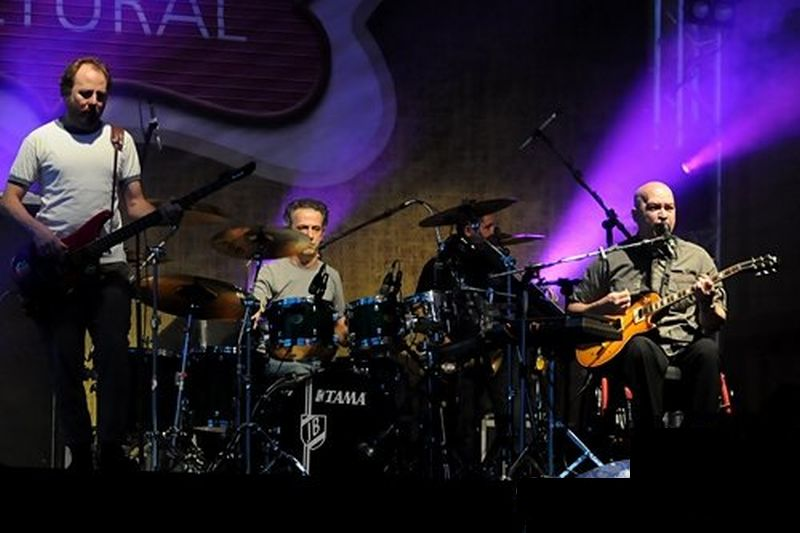
Os Paralamas do Sucesso, 2008

Os Paralamas do Sucesso är en brasiliansk musikgrupp, bildad 1977. Tillsammans med Barão Vermelho, Legião Urbana och Titãs utgör Os Paralamas do Sucesso de "fyra stora" inom brasiliansk rock.

## Diskografi
- Cinema Mudo (1983)
- O Passo do Lui (1984)
- Selvagem? (1986)
- Bora-Bora (1988)
- Big Bang (1989)
- Os Grãos (1991)
- Severino (1994)
- Nove Luas (1996)
- Hey Na Na (1998)
- Longo Caminho (2002)
- Hoje (2005)
- Brasil Afora (2009)